# سلهت
سلهت (به بنگالی: সিলেট) یا جلال‌آباد، شهری است در شمال شرق کشور بنگلادش با جمعیت ۲٬۶۷۵٬۳۴۶ و مساحت حدود ۲۶٫۵۰ کیلومترمربع. این شهر یکی از ثروتمندترین مناطق بنگلادش به شمار می‌رود.